# 黃汝楫
黃汝楫（?—?），雲南省大理府趙州人，清朝政治人物、同進士出身。
光緒二十年（1894年），参加光緒甲午科殿試，登進士三甲38名。同年五月，以主事分部学习。